# Kondriter

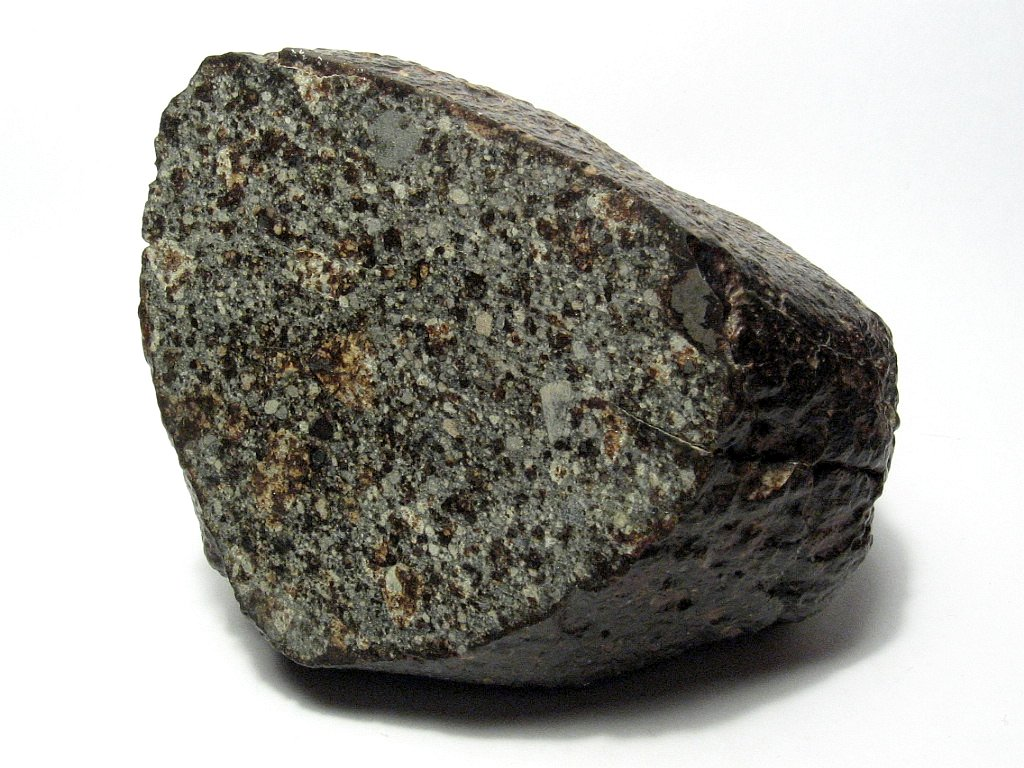
Vanlig kondrit, som visar kondruler och metallflingor.

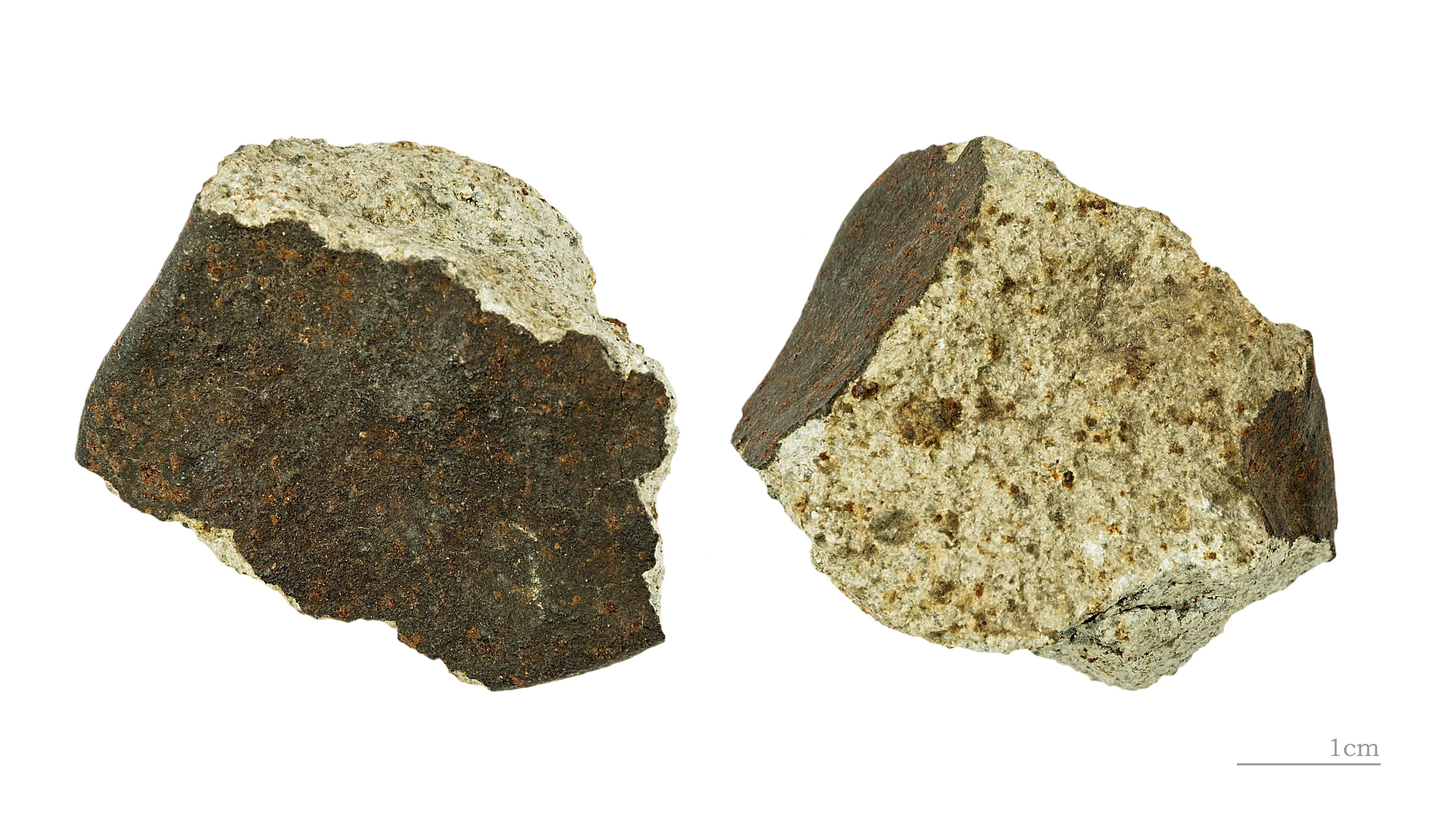
Phnom Penhkondriten L6 – 1868.

Enstatitkondriten EH5 Saint Sauveur.

Kondriter är stenmeteoriter, som inte har förändrats genom nedsmältning eller planetär differentiering av sin modermateria. De bildades när olika typer av damm och små korn, som fanns i det tidiga solsystemet, aggregerades till primitiva asteroider. 
Kondriter utgör den vanligaste typen meteoriter som faller ned på jorden. Det uppskattas att omkring 85 % av alla nedfallande meteoriter är kondriter.
Kondriter skiljer sig från järnmeteoriter genom sin låga halt av järn och nickel. Andra typer av icke-metalliska meteoriter, akondriter, vilka saknar kondruler, bildades senare.
Det finns idag fler än 27 000 kondriter i samlingar i hela världen. De största stenar som hittats, och som väger som mest 770 kg, är delar av meteoritskuren i Jilin 1976. Nedfall av kondriter varierar mellan enskilda stenar till omfattande skurar som kan bestå av tusentals enskilda stenar. Sålunda föll efter explosionen av Holbrookmeteoren över Holbrook i norra Arizona 1912 en skur på uppskattningsvis omkring 14 000 stenar.
Kondriter kan indelas på olika sätt. Efter kemiskt innehåll indelas de i tre grupper:
- Vanliga kondriter (O-kondriter)
- Enstatitkondriter (E-kondriter)
- Kolhaltiga kondriter (C-kondriter)

Vanliga kondriter utan kol har synliga, glasaktiga kondruler. De utgör huvuddelen av alla kända meteoriter. Enstatitkondriter, som består av bergarten enstatit, har enbart ett enda fynd.
Kolhaltiga kondriter har kondruler samt ett väsentligt inslag av kol, och utgör en mindre del av fynden.
I den vetenskapliga tidskriften Science har kosmokemisten Laurette Piani och hennes franska forskarkollegor fört fram idén att enstatitkondriter (E-kondriter) är att tacka för vattnet på vår planet.